# Маса и Карара
 За други населени места Маса вижте Маса (пояснение).  
Маса и Карара (на италиански: Provincia di Massa e Carrara) е провинция в Италия, разположена в севернозападната част на Тоскана.
Площта ѝ е 1156 km², а населението – около 203 000 души (2001). Провинцията включва 17 общини, административен център е град Маса.

## История
От италианското обединение провинцията Маса и Карара е част на региона Емилия-Романя до 1881 г., когато участва Тоскана. В 1938 г. провинциалното име се променя в провинция Апуания. След Втората световна война името е Маса-Карара до 2009 г., когато се превръща пак в сегашното наименование.

## Общини
Провинцията Маса и Карара се разделя на два географски района:
- Крайбрежната част, или Апуанско крайбрежие;
- Горната част, с името Луниджана (между Лигурия и провинцията Лука).

| Район                   | Община     |
| ----------------------- | ---------- |
| Апуанско крайбрежие     | Карара     |
| Апуанско крайбрежие     | Маса       |
| Апуанско крайбрежие     | Монтиньозо |
| Луниджана               |            |
| Аула                    |            |
| Баньоне                 |            |
| Вилафранка ин Луниджана |            |
| Дзери                   |            |
| Казола ин Луниджана     |            |
| Комано                  |            |
| Личана Нарди            |            |
| Мулацо                  |            |
| Поденцана               |            |
| Понтремоли              |            |
| Трезана                 |            |
| Фивицано                |            |
| Филатиера               |            |
| Фосдиново               |            |

## Икономическо значение
Някогашното икономическо значение на провинцията от предимно добиваща бял карарски мрамор, постепенно е изместено от вноса и изработката на мраморни и гранитни плочи от цял свят.